# Starszy ratownik WOPR
Starszy ratownik WOPR – uprawnienie do pracy na kąpieliskach, pływalniach krytych i odkrytych oraz w czasie imprez na wodach i nad wodami oraz do pełnienia funkcji kierownika grupy ratowników zgodnie z obowiązującymi przepisami, obowiązujące do roku 2012. Zgodnie z ustawą o bezpieczeństwie osób przebywających na obszarach wodnych od 1 stycznia 2012 obowiązuje tylko jedno uprawnienie – ratownik wodny, zastępując wszystkie istniejące uprawnienia z zakresu ratownictwa wodnego.

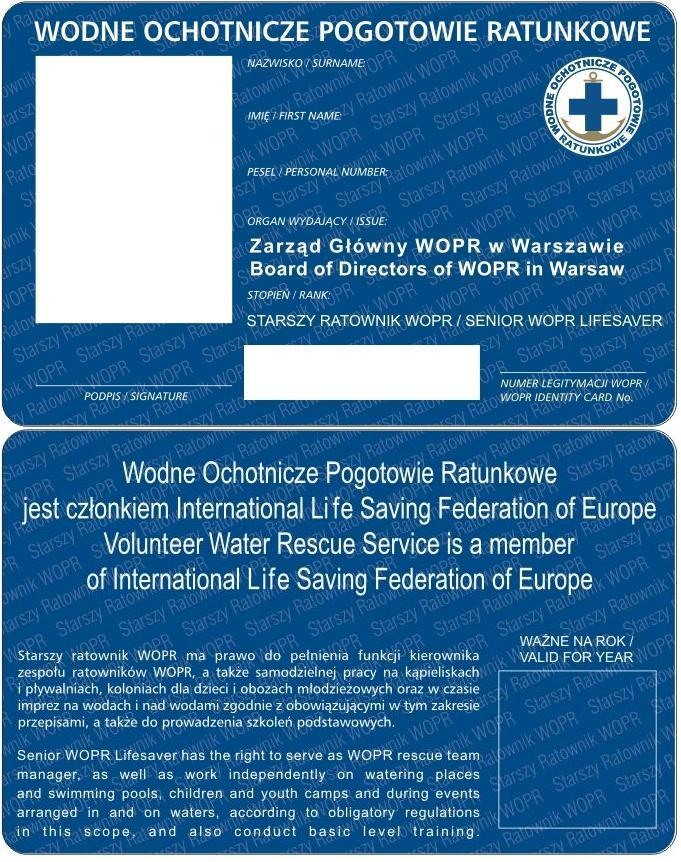
Awers i rewers identyfikatora starszego ratownika WOPR

Starszym ratownikiem wodnym zostaje osoba, która minimum 3 lata działała w stopniu ratownika wodnego oraz pozytywnie zaliczyła szereg testów, m.in.:
- przepłynięcie dystansu 100 m sposobem dowolnym w czasie 1:45.0 min,
- wykazanie się umiejętnością poprawnego pod względem technicznym pływania trzema stylami (kraul, żabka na piersiach oraz kraul na grzbiecie) na łącznym dystansie 100 m,
- wykazanie się umiejętnością poprawnego holowania sposobem żeglarskim, z chwytem oburącz, z chwytem jednorącz (z wyłączeniem żeglarskiego) na łącznym dystansie 100 m,
- nurkowanie (z powierzchni wody) na odległość 25 m,
- nurkowanie (z powierzchni wody) w głąb i wydobycie określonego przez komisję przedmiotu lub manekina z głębokości 4 m,
- zaliczenie umiejętności poprawnego wiosłowania jednym i dwoma wiosłami oraz manewrowania łodzią wiosłową na dystansie 150 m, w czasie 3:20.0 minut. Konkurencję należy przeprowadzić według regulaminu FIS.

## Aktualne uregulowania prawne
Stopień ratownika WOPR znajdował umocowanie prawne w uchwale nr 5/6/09 Prezydium Zarządu Głównego Wodnego Ochotniczego Pogotowia Ratunkowego z dnia 5 grudnia 2009 roku w sprawie stopni ratowników i instruktorów WOPR. Po wejściu w życie w 2012 roku ustawy o bezpieczeństwie osób przebywających na obszarach wodnych jest tylko jedno obowiązujące uprawnienie – ratownik wodny, które zastąpiło wszystkie dotychczasowe uprawnienia z zakresu ratownictwa wodnego[a][2]. Jednakże Wodne Ochotnicze Pogotowie Ratunkowe zachowało wszystkie dotychczasowe stopnie, które należy traktować jako wewnętrzną hierarchię organizacji (potwierdzenie utrzymania status quo można znaleźć m.in. w uchwale ZG WOPR z dnia 28 marca 2015 r.)).